# 6-я пехотная дивизия (Франция)
6-я пехотная дивизия (фр. 6e division d'infanterie) — пехотная дивизия Франции периода наполеоновских войн.

## Подчинение и номер дивизии
- 6-я дивизия Эльбского обсервационного корпуса (25 декабря 1811 года);
- 1-я дивизия 2-го Эльбского обсервационного корпуса (10 января 1812 года);
- 6-я пехотная дивизия 2-го армейского корпуса Великой Армии (1 апреля 1812 года);
- 3-я пехотная дивизия 2-го армейского корпуса Великой Армии (25 декабря 1813 года).

## Состав дивизии
на 1 июня 1812 года:
- командир — дивизионный генерал Александр Легран
- начальник штаба — полковник штаба Жан Монфалькон
- 1-я бригада (командир — бригадный генерал Жозеф Альбер)
  - 26-й полк лёгкой пехоты (командир — полковник Шарль Гёэнёк)
- 2-я бригада (командир — бригадный генерал Жан-Клод Моро)
  - 56-й полк линейной пехоты (командир — полковник Пьер Лежён)
- 3-я бригада (командир — бригадный генерал Николя-Жозеф Мезон)
  - 19-й полк линейной пехоты (командир — полковник Жозеф Обри)
  - 128-й полк линейной пехоты (командир — полковник Жак Метцингер)
  - 3-й полк пехоты Португальского легиона (командир — бригадный генерал Эммануэл Игнаш Помплона)
    - Всего: 12100 человек, 18 батальонов, 22 орудия[1]

на 16 октября 1813 года:
- командир — дивизионный генерал Оноре Виаль
- 1-я бригада (командир — бригадный генерал Ги Валори)
  - 11-й полк лёгкой пехоты (командир — полковник Шарль Пуансо)
  - 4-й полк линейной пехоты (командир — полковник Жан-Батист Матер)
- 2-я бригада (командир — бригадный генерал Николя Брониковски)
  - 2-й полк линейной пехоты (командир — полковник Шарль Стальено)
  - 18-й полк линейной пехоты (командир — полковник Луи-Антуан Созе)
    - Всего: 6325 человек, 12 батальонов, 8 орудий[2]

на 25 января 1814 года:
- командир — дивизионный генерал Гийом Дюэм
- 1-я бригада
  - 11-й полк лёгкой пехоты (командир — полковник Шарль Пуансо)
  - 4-й полк линейной пехоты (командир — полковник Жан-Батист Матер)
- 2-я бригада
  - 2-й полк линейной пехоты (командир — полковник Шарль Стальено)
  - 72-й полк линейной пехоты (командир — полковник Пьер Бартельми)
    - Всего: 2700 человек, 5 батальонов[3]

## Командование дивизии

### Командиры дивизии
- дивизионный генерал Александр Легран (25 декабря 1811 – 28 ноября 1812)
- дивизионный генерал Жозеф Альбер (28 ноября 1812 – 3 апреля 1813)
- дивизионный генерал Оноре Виаль (3 апреля 1813 – 18 октября 1813)
- полковник штаба (с 19 ноября 1813 - бригадный генерал) Луи Форестье (18 октября 1813 – 7 ноября 1813)
- расформирована (7 ноября 1813 – 21 декабря 1813)
- дивизионный генерал Гийом Дюэм (21 декабря 1813 – 31 января 1814)
- дивизионный генерал Франсуа-Мари Дюфур (31 января 1814 – 12 мая 1814)

### Начальники штаба дивизии
- полковник штаба Жан Монфалькон (18 января 1812 – 11 апреля 1813)
- полковник штаба Луи Форестье (18 июля 1813 – 19 ноября 1813)

### Командиры бригад
- бригадный генерал Жозеф Альбер (25 декабря 1811 – 21 ноября 1812)
- бригадный генерал Николя-Жозеф Мезон (25 декабря 1811 – 21 августа 1812)
- бригадный генерал Жан-Клод Моро (15 января 1812 – 28 ноября 1812)
- бригадный генерал Николя Брониковски (12 марта 1813 – 18 октября 1813)
- бригадный генерал Ги Валори (12 мая 1813 – 19 октября 1813)

## Награждённые

### Офицеры ордена Почётного легиона
- Жан Монфалькон, 9 августа 1812 – полковник штаба, начальник штаба дивизии